# 只是未婚妻的关系
《只是未婚妻的关系》（英語：Just Fiancée）是由由秋言影视文化传媒（惠州市）有限公司出品，上海凡酷文化传媒有限公司宣发，陈川着手指导，黄达编剧，林可汉、陆元、成乔斯、罗雅夫等人主演的都市浪漫爱情剧。剧集以微短剧的形式于2022年4月15日在腾讯视频独家播出。剧集首周五六将更新2集，次周起每周四五六更新2集，而会员则可抢先看6集。
2022年4月，剧组公开宣传海报，被网友抓包与知名韩剧《金秘书为何那样》的海报背景、颜色、构图极其相似，掀起中、韩两国网民的讨论。

## 演员阵容
- 林可汉
- 陆元
- 罗雅夫
- 成乔斯